# جیم برایدنستاین
جیم برایدنستاین (به انگلیسی: Jim Bridenstine) سیاستمدار آمریکایی و مسؤول سازمان ملی هوا و فضا (ناسا) است. او پیشتر نمایندگی حوزه انتخابیه اول اکلاهما از حزب جمهوری‌خواه ایالات متحده آمریکا در مجلس نمایندگان ایالات متحده آمریکا را از ۲۰۱۳ تا ۲۰۱۸ بر عهده داشت.

## اوایل زندگی
برایدنستاین در آن‌آربور، میشیگان متولد شد و مدرک کارشناسی خود را در دبیرستان جنکس گرفت.